# Мархиев, Адам Умарович
Адам Умарович Мархиев (род. 17 марта 2002, Назрань, Ингушетия) — финский и российский футболист, полузащитник клуба РФС.

## Карьера

### ХИК
Футбольную карьеру футболист начинал в футбольной академии финского клуба «Яро», в котором выступал на протяжении 8 лет в юношеских командах различных возрастов. В 2017 году футболист перешёл в ХИК, где продолжил выступать за юношескую команду. В 2019 году футболист был переведён во вторую команду клуба «Клуби 04». Дебютировал за команду 27 апреля 2019 года в матче против клуба ВИС, также отличившись дебютным забитым голом. Выступал за клуб футболист на протяжении 2 сезонов, за этот период отличившись 2 забитыми голами. В сезоне 2020 года футболист вместе с клубом выиграл свою группу в чемпионате, вследствие чего помог клубу получить повышение в Юккёнен.

### «Спартак» Юрмала
В марте 2021 года футболист на правах свободного агента стал игроком юрмальского «Спартака». Дебютировал за клуб 11 апреля 2021 года в матче против клуба РФС, выйдя на замену на 74 минуте. Футболист быстро смог закрепиться в основной команде латвийского клуба, став одним из ключевых игроков. Дебютный гол за клуб футболист забил 4 июля 2021 года в матче против клуба «Метта». Закончил сезон футболист вместе с клубом на итоговом пятом месте в чемпионате, отличившись забитым голом и результативной передачей.
В феврале 2022 года футболист на правах арендного соглашения присоединился к итальянскому клуб СПАЛ. В клубе футболист выступал за юношескую команду до 19 лет. В июне 2022 года футболист по окончании срока арендного соглашения вернулся в «Спартак». Первый матч в сезоне футболист сыграл  12 сентября 2022 года против клуба РФС, выйдя на поле в стартовом составе. Первым забитым голом в сезоне футболист отличился 16 октября 2022 года в матче против клуба «Супер Нова». Закончил чемпионат на итоговом восьмом месте.

### РФС
В феврале 2023 года футболист перешёл в рижский клуб РФС, с которым заключил долгосрочный контракт. Дебютировал за клуб 11 марта 2023 года в матче против «Валмиеры», выйдя на поле в стартовом составе. Первым результативным действием за клуб футболист отличился 14 апреля 2023 года в матче против клуба «Тукумс 2000», отдав голевую передачу. Дебютный гол за клуб забил 9 июня 2023 года в матче против клуба «Метта». В июле 2023 года вместе с клубом футболист отправился на квалификационные матчи Лиги конференций УЕФА. Дебтюный матч в рамках еврокубкового турнира футболист сыграл 13 июля 2023 года против северомакедонского клуба «Македония Джёрче Петров». Во втором квалификационном раунде футболист вместе с клубом по сумме матчей уступили азербайджанскому «Сабаху» и вылетели из стадии квалификаций. Стал серебряным призёром Кубка Латвии, где в финале 25 октября 2023 года уступил «Риге». По итогу сезона футболист стал победителем чемпионата. За сезон футболист отличился за клуб 2 забитыми голами и 4 результативными передачами во всех турнирах.
Новый сезон за клуб футболист начал 2 марта 2024 года с матча за Суперкубок Латвии, где в серии пенальти уступили «Риге».

## Международная карьера
Международную карьеру футболист начал в юношеской сборной Финляндии до 16 лет, в которую получил вызов в июне 2018 года. В августе 2018 года футболист получил вызов в юношескую сборную Финляндии до 17 лет. Дебютировал за сборную 5 августа 2018 года в матче против сборной Дании. Дебютный гол за сборную забил 9 августа 2018 года в матче против сборной Северной Ирландии. В октябре 2018 года футболист вместе со сборной отправился на квалификационные матчи юношеского чемпионата Европы.
В июне 2021 года футболист получил вызов в молодёжную сборную Финляндии. Дебютировал за сборную 3 июня 2021 года в матче против сборной Швеции. В марте 2022 года футболист в составе сборной отправился на квалификационные матчи молодёжного чемпионата Европы.

## Достижения
РФС
- Чемпион Латвии: 2023

## Семья
Родился в России в городе Назрань, в 7 лет переехав в Финляндию. Отец Умар Мархиев был профессиональным футболистом, ныне футбольный тренер. Старший брат Муслим Мархиев профессиональный футболист.